# Orrmosjön
Orrmosjön är en sjö i Härjedalens kommun i Härjedalen och ingår i Ljusnans huvudavrinningsområde. Sjön har en area på 8,91 kvadratkilometer och ligger 433 meter över havet. Sjöns längd är omkring åtta kilometer i sydsydöstlig riktning och dess norra ände ligger inte långt söder om Lillhärdal. Runt sjön ligger byarna Sunnanå (del av Lillhärdal), Orrmo, Östansjö, Högen och Åsen.

## Delavrinningsområde
Orrmosjön ingår i det delavrinningsområde (685901-141109) som SMHI kallar för Utloppet av Orrmosjön. Medelhöjden är 475 meter över havet och ytan är 47,94 kvadratkilometer. Räknas de 33 avrinningsområdena uppströms in blir den ackumulerade arean 725,4 kvadratkilometer. Sexan som avvattnar avrinningsområdet har biflödesordning 3, vilket innebär att vattnet flödar genom totalt 3 vattendrag innan det når havet efter 280 kilometer. Avrinningsområdet består mestadels av skog (47 procent) och sankmarker (21 procent). Avrinningsområdet har 8,89 kvadratkilometer vattenytor vilket ger det en sjöprocent på 18,5 procent.